# جيمس ريتشاردز
جيمس ريتشاردز (بالإنجليزية: James Richards)‏ (3 يناير 1855 في المملكة المتحدة - 24 أغسطس 1923 في المملكة المتحدة) هو لاعب كريكت بريطاني (وحمل سابقاً جنسية المملكة المتحدة لبريطانيا العظمى وأيرلندا). لعب مع نادي مقاطعة سري للكريكت ‏.

## وصلات خارجية
- جيمس ريتشاردز على موقع إي آس بي آن كريك إنفو (الإنجليزية)